# Casper Dyrbye Næsted
Casper Dyrbye Næsted (født 19. juni 1996 i Vallensbæk) er en dansk alpin skiløber, der har deltaget i to olympiske vinterlege. 
Han deltog i vinter-OL 2018 i Pyeongchang, Sydkorea i slalom, hvor han udgik i første gennemløb og storslalom, hvor han gennemførte og blev nummer 60 ud af 110 startende.
I februar 2021 blev han nummer 26 i slalom ved VM i Cortina d'Ampezzo, hvilket sikrede ham kvalifikation til vinter-OL 2022 i Beijing; udtagelsen kom i midten af januar 2022. Ved OL blev han efter en 38. plads i første gennemløb samlet nummer 30.
Han har været medlem af Skiklubben Hareskov, siden han var 6 år, og er i dag tilknyttet World Racing Academy i Solda, Italien, hvor han har mulighed for at træne med dygtige trænere og løbere fra mange nationer.